# 流星群

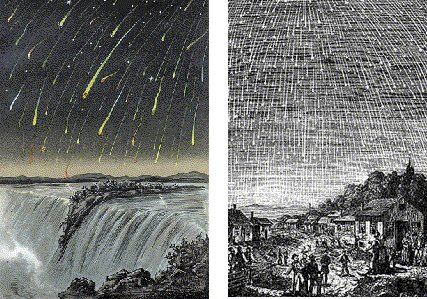
1833年（右）と1866年（左）のしし座流星群の大出現の様子を描いた絵画

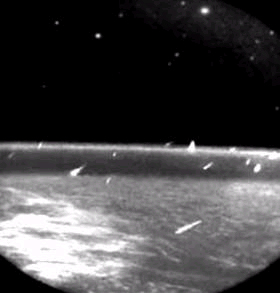
1997年に宇宙から撮影されたしし座流星群の出現

流星群（りゅうせいぐん）とは、その軌跡が天球上のある一点（放射点または輻射点という）を中心に放射状に広がるように出現する一群の流星のことをいう。流星群に属する流星を群流星という。流星群には、毎年同じ時期に出現する定常群と、数年から数十年おきに活発に出現する周期群、突然活動する突発群がある。たとえば、ペルセウス座流星群は定常群、しし座流星群は周期群である。突発群としてはほうおう座流星群が例として挙げられる。

## 流星群の成因
流星現象を引き起こす原因となる物質を流星物質という。軌道計算により、流星物質は主に彗星から放出されると考えられているが、なかには小惑星起源のものもあるようである。流星群をもたらす流星物質を放出したこのような天体をその流星群の母天体という。母天体の周囲には、放出された一群の流星物質が細い帯状に伸びており、これをダストトレイルと呼ぶ。ダストトレイルはそれ自身の軌道上を母天体とほぼ同じ周期で巡る。ダストトレイルの軌道と地球軌道が交差しており、かつダストトレイルと地球が同時期にこの交差地点にさしかかったとき、ダストトレイルと地球との衝突によって流星群が生じる。
ダストトレイルは周回を重ねるにつれて長く伸び、軌道上に拡散していく。周期群はダストトレイルが軌道上の一部に集中しているもの、定常群は軌道上にほぼ一様に拡散したものである。したがって、周期群は比較的若い流星群であり、定常群は古い流星群であると言うことができる。
母天体からの流星物質の放出は、通常は一度限りではないため、ダストトレイルは軌道上に複数本有ることが知られている。これらは木星などの引力によって少しずつ軌道が変化しているため、出現する流星の数が変化したり、出現しなかったりする要因となっている。特に流星物質の空間密度の高いダストトレイルと地球が遭遇した場合には、大流星雨又は流星嵐となることがある。流星嵐を起こす流星群としては、しし座流星群などが知られており、2001年には世界各所で流星嵐が見られた。
なお、ダストトレイルという考え方は1999年提唱されたもので、その軌道要素を計算することにより、流星出現の最も多い時間、地域などを、従来の経験的な予報をはるかに上回る精度で予測することが可能となってきた。

## 流星群の名称
流星群は、放射点のある星座の名をつけてしし座流星群、ペルセウス座流星群などのように呼ばれるのが普通だが、しぶんぎ座流星群のようにかつての星座名で呼ばれるものや、ジャコビニ流星群のように母天体の名前で呼ばれるものもある。2009年の国際天文学連合の総会で流星群の名称は基本的に彗星名でなく星座名を基本とすることなどが決まった。またそれに合わせて、日本における流星群の和名設定ルールも決定された。
流星群の英語名は、和名と同様に、放射点の近くの星座や目印になるような星から命名される。その際、ラテン語の属格形の語尾が -id もしくは -ids に置き換えられる。例として、みずがめ座デルタ星 (Delta Aquarii) の流星群は、Aquari-i の第二変化単数属格形の語尾 -i を -ids に置き換え、 Delta Aquariids となる。

## 有名な流星群

### 三大流星群
日本の国立天文台では、しぶんぎ座流星群、ペルセウス座流星群、ふたご座流星群を「三大流星群」としている。 
- しぶんぎ座流星群は1月4日ごろに出現の極大を迎える。星座としてのしぶんぎ座は1928年に廃止されており、現在の星座名で「りゅう座流星群」とも呼ばれるが、国際天文学連合は「しぶんぎ座流星群」を正式名称としている[4]。母天体はヘール・ボップ彗星や小惑星2003 EH1（英語版）などが挙げられている。
- ペルセウス座流星群は8月13日ごろに極大を迎え、母天体はスイフト・タットル彗星である。
- ふたご座流星群は12月20日ごろ極大を迎え、母天体は小惑星・ファエトンと考えられている。

この他にも、大小様々な流星群がある。三大流星群以外には、
- とも座π流星群（極大日：4月、母天体：グリグ・シェレルップ彗星、2003年に観測が最後）
- みずがめ座η流星群（5月、ハレー彗星）
- はくちょう座κ流星群（8月、不明）
- ジャコビニ流星群（公式名：10月りゅう座流星群、10月、ジャコビニ・ツィナー彗星）
- オリオン座流星群（10月、3000年前のハレー彗星）
- しし座流星群（11月、テンペル・タットル彗星）
- こぐま座流星群（12月、タットル彗星）

などがある。突発性の流星群には
- ほうおう座流星群（1956年12月、ブランペイン彗星）

などがある。

## 文献
- Graham C. Wilson (2013-2-9). Six interesting articles on the "Great Fireball Procession". Turnstone Geological Services Limited. pp. 2.